# Junk Culture
Junk Culture – piąty album studyjny angielskiego zespołu OMD, wyprodukowany przez Briana Tencha i wydany 30 kwietnia 1984 przez wytwórnię Virgin Records.

## Lista utworów
- Strona A:

1. "Junk Culture" (Instrumental) – 4:06
2. "Tesla Girls" – 3:51
3. "Locomotion" – 3:53
4. "Apollo" – 3:39
5. "Never Turn Away" – 3:57

- Strona B:

1. "Love and Violence" – 4:40
2. "Hard Day" – 5:59
3. "All Wrapped Up" – 4:25
4. "White Trash" – 4:35
5. "Talking Loud and Clear" – 4:20